# Ich, der Richter
Ich, der Richter ist ein US-amerikanischer Spielfilm aus dem Jahre 1981 nach dem gleichnamigen Mike-Hammer-Roman von Mickey Spillane.

## Handlung
Privatdetektiv und Vietnamkriegs-Veteran Jack Williams wird erschossen in seinem Appartement aufgefunden. Sein Freund, der Privatdetektiv Mike Hammer, nimmt gegen eindringliche Warnung durch die Polizei selbst die Ermittlung auf. Von Jacks Witwe Myrna erfährt er, dass das Paar eine Sextherapie-Klinik besucht hatte. Hammer sucht die von Dr. Charlotte Bennett geleitete Klinik auf und stellt dabei fest, dass deren Büro offenbar abgehört wird.
Hammers Sekretärin Velda untersucht derweil Jacks Unterlagen und findet eine Benzinrechnung einer Tankstelle nahe Bear Mountain, wo Hammers Freund Joe Butler ein Ferienlager betreibt. Dort erfährt Hammer von einem geheimen Militärprojekt zur Gedankenkontrolle durch Drogen, durchgeführt von Captain Romero. Auf dem Rückweg werden sie von zwei Wagen verfolgt; im Laufe der Verfolgungsjagd stürzt einer der Wagen über ein Kliff, der andere explodiert nach einem Schusswechsel.
Die Tatwaffe konnte vom FBI zwischenzeitlich zum Spezialeffektkünstler Harry Lundee zurückverfolgt werden; dieser hatte die Waffe gestohlen gemeldet. Als Hammer ihn aufsucht, wird dieser aus dem Hinterhalt niedergeschossen. Im Sterben liegend gibt Lundee zu, die Waffe an Charlie Kalecki abgegeben zu haben. Die CIA will derweil Romero loswerden und sorgt dafür, dass Hammer all die Spuren und Beweise findet, um Romero zu finden und auszuschalten. Romero wiederum setzt Kendricks, den er mittels der Drogen kontrolliert, auf Hammer und Velda an; dieser wird jedoch von Hammer zur Strecke gebracht.
Hammer folgt nun der Spur zu Charlie Kalecki, die ihn zurück zur Klinik von Dr. Bennett führt. Dort angekommen kommt es zum Showdown mit Romero und dessen Gefolge, welchen alleine Hammer überlebt. In der Klinik findet er in der Folge Beweise dafür, dass Dr. Bennett die Mörderin von Jack Williams war. Als er sie zur Rede stellt, versucht sie, eine Waffe zu ziehen, worauf Hammer sie erschießt.

## Hintergrund
Ich der Richter ist die zweite Verfilmung von Mickey Spillanes gleichnamigen, erstem Mike-Hammer-Roman. Bereits im Jahr 1953 entstand Der Richter bin ich unter der Regie von Harry Essex als 3D-Film.

## Kritik
„Kriminalfilm um die Kultfigur Mike Hammer, der zur Erreichung ihrer Ziele jedes Mittel recht ist. Der harte Film reiht Action-Szenen aneinander, die teilweise in aufdringliche Brutalität ausarten.“

„Der Film (…) hat mit der CIA und einer Sex-Therapie-Klinik zu tun. Mehr als das ist schwer zu erahnen. (…) Dazwischen gibt es spektakuläre Verfolgungsjagden und raffinierte Gewaltszenen (…) Ich, der Richter zielt nur auf Unterhaltung ab.“